# Anartioschiza medleri
Anartioschiza medleri är en skalbaggsart som beskrevs av Decelle 1975. Anartioschiza medleri ingår i släktet Anartioschiza och familjen Melolonthidae. Inga underarter finns listade i Catalogue of Life.